# عبدالله شریف
عبدالله شریف (عربی: عبدالله الشريف؛ زادهٔ ۳۰ مارس ۱۹۸۵) بازیکن فوتبال اهل لیبی بود
از باشگاه‌هایی که در آن بازی کرده است می‌توان به باشگاه فوتبال الوحده امارات اشاره کرد.